# Escuela Ana Bruzzone de Scarone
La Escuela N.° 197 Ana Bruzzone de Scarone es una escuela de educación primaria y pública especializada en estudiantes sordos. Se encuentra ubicada en el barrio La Blanqueada, en Montevideo.

## Contexto
En la misma acuden niños con diferentes niveles de discapacidad auditivaː pueden ser sordos profundos, hipoacústicos, implantados y difásicos. El grado de discapacidad divide a los estudiantes en diferentes grupos. El centro tiene una sala de informática, una sala de psicomotricidad y un centro de recursos para el aprendizaje. En 2015 la escuela participó en el Proyecto Flor de Ceibo de la Universidad de la República.

## Historia

Edificio del Instituto de Sordomudos, en ese entonces funcionaba solamente para niñas.

Fue creada el 25 de julio de 1910 con la creación del entonces Instituto Nacional de Sordomudos bajo la dirección de Ana Bruzzone, el mismo era de carácter de internado y estaba ubicado en el edificio actual de dicha institución. En 1920 se decide dividir el instituto dos, el instituto de niños y el de niñas.  En los años treinta se decide fusionar ambos institutos en uno solo, bajo la denominación de Escuela de Sordomudos y dejando de funcionar como internado.  En los años sesenta es nombrada como Escuela Ana Bruzzone de Scarone en honor a su primera directora. 
En el año 2010 celebró su centenariocon un acto en el Auditorio Nelly Goitiño.